# Rolf Müller (Molekularbiologe)
Rolf Müller (* 13. August 1953) ist ein deutscher Molekularbiologe mit Forschungsschwerpunkten in der tumorbiologischen Forschung und translationalen Onkologie. Von 1987 bis 2019 war er Professor (W3) für Molekularbiologie an der Philipps-Universität Marburg. Anschließend hatte er  an derselben Universität die Seniorprofessur für Translationale Onkologie der Anneliese-Pohl-Stiftung bis Ende 2024 inne.

## Leben und Wirken
Müllers wissenschaftliches Interesse galt von Beginn an der Funktion von Tumorgenen, der Regulation des Zellzyklus sowie onkogenen Signalmechanismen. In den letzten Jahren lag ein besonderer Schwerpunkt auf translationalen Forschungsarbeiten zum humanen Ovarialkarzinom.
Nach dem Biologiestudium an der Ruhr-Universität Bochum (Diplom 1972) promovierte Müller 1979 an der Universität Essen bei Manfred Rajewsky. Von 1981 bis 1983 war er Postdoktorand am Salk Institute for Biological Studies in La Jolla (USA) in der Arbeitsgruppe von Inder Verma. Im Anschluss übernahm er eine Gruppenleiterposition am Europäischen Laboratorium für Molekularbiologie (EMBL) in Heidelberg, wo er sich im Fach Molekular- und Zellbiologie habilitierte. 1987 folgte er einem Ruf auf eine Professur für Tumorforschung an der Universität Marburg.
Neben seiner Forschung und Lehrtätigkeit war Müller in verschiedenen wissenschaftsorganisatorischen Funktionen aktiv. Seit 2013 leitete er das Zentrum für Tumor- und Immunbiologie (ZTI) in Marburg, an dessen Einrichtung er maßgeblich beteiligt war. Von 2010 bis 2022 war er zudem Forschungsdekan des Fachbereichs Medizin und von 2000 bis 2019 Direktor des Instituts für Molekularbiologie und Tumorforschung (IMT).
Er war an mehreren Sonderforschungsbereichen (SFB) der Deutschen Forschungsgemeinschaft (DFG) beteiligt, unter anderem als Sprecher des SFB 215 („Tumor und Endokrinium“), des SFB 397 („Multifaktorielle Nucleoprotein-Komplexe“), der DFG-Forschergruppe „Transkriptionskontrolle der Zelldifferenzierung“ sowie des DFG-Schwerpunkts „Zellzykluskontrolle“. Von 2008 bis 2012 koordinierte er den LOEWE-Schwerpunkt „Tumor und Entzündung“.
Müller ist Autor und Koautor von über 250 wissenschaftlichen Publikationen. Für seine Arbeiten zur Regulation der Genexpression durch onkogene Signalwege und zur Zellzyklusregulation wurde er unter anderem mit dem Robert-Koch-Förderpreis (1987), dem Gottfried-Wilhelm-Leibniz-Preis der DFG (1991) sowie dem Deutschen Krebspreis (2000) ausgezeichnet. Im Jahr 1990 wurde er zum Mitglied der European Molecular Biology Organization (EMBO) gewählt.

## Schriften
- Immunologische Quantifizierung von O6-Aethylguanin [O-Aethylguanin] in DNS nach Alkylierung durch das Cancerogen N-Aethyl-N-Nitrosoharnstoff in vivo und in vitro. Gesamthochschule Essen, 1979 (Dissertation).
- Funktion und Regulation des Proto-Onkogens c-Fos. Universität Essen, 1987 (Habilitationsschrift).